# SLC22A24
SLC22A24 (англ. Solute carrier family 22 member 24) – білок, який кодується однойменним геном, розташованим у людей на короткому плечі 11-ї хромосоми. Довжина поліпептидного ланцюга білка становить 322 амінокислот, а молекулярна маса — 35 933.
| 10         |  | 20         |  | 30         |  | 40         |  | 50         |
| ---------- |  | ---------- |  | ---------- |  | ---------- |  | ---------- |
| MGFDVLLDQV |  | GGMGRFQICL |  | IAFFCITNIL |  | LFPNIVLENF |  | TAFTPSHRCW |
| VPLLDNDSVS |  | DNDTGTLSKD |  | DLLRISIPLD |  | SNLRPQKCQR |  | FIHPQWQLLH |
| LNGTFPNTNE |  | PDTEPCVDGW |  | VYDRSSFLST |  | IVTEWDLVCE |  | SQSLKSMVQS |
| LFMAGSLLGG |  | LIYGHLSDRV |  | GRKIICKLCF |  | LQLAISNTCA |  | AFAPTFLVYC |
| ILRFLAGFST |  | MTILGNTFIL |  | SLEWTLPRSR |  | SMTIMVLLCS |  | YSVGQMLLGG |
| LAFAIQDWHI |  | LQLTVSTPII |  | VLFLSSWYEQ |  | SPHSLPVSEA |  | MVDIERKIVT |
| PGICSVSGLV |  | LSHDVHSTYC |  | VT         |  |            |  |            |

A: Аланін

C: Цистеїн

D: Аспарагінова кислота

E: Глутамінова кислота

F: Фенілаланін

G: Гліцин

H: Гістидин

I: Ізолейцин

K: Лізин

L: Лейцин

M: Метіонін

N: Аспарагін

P: Пролін

Q: Глутамін

R: Аргінін

S: Серин

T: Треонін

V: Валін

W: Триптофан

Задіяний у таких біологічних процесах, як транспорт іонів, транспорт. 
Локалізований у мембрані.